# La abadía del crimen
La abadía del crimen es un videojuego de 1987 basado en la novela El nombre de la rosa de Umberto Eco. Programado por Paco Menéndez, el juego contó con la participación de Juan Delcán a cargo del diseño cuando este último era estudiante de arquitectura. El título del videojuego es el que usó Umberto Eco provisionalmente para titular su novela.
A pesar de tener un discreto éxito comercial, el juego terminó convirtiéndose en un clásico de culto de la era de los 8 bits, tratándose por ejemplo de uno de los pocos videojuegos españoles sobre los que se ha publicado un libro comercial: Obsequium, lanzado en 2014 por la editorial Ocho Quilates. Este seguimiento ha llevado al título a ser recreado y actualizado a nivel amateur numerosas veces. Finalmente, en 2016 se publicó La abadía del crimen Extensum; una versión extendida que incluye ciertas mejoras, cambios y rediseños desarrollada por Manuel Pazos (autor junto a Antonio Giner de varias de las recreaciones) y Daniel Celemín a cargo del grafismo.
Entre numerosos homenajes destaca por su importancia histórica la emisión de un sello conmemorativo por parte de Correos España con motivo de su trigésimo aniversario, promovido por la Asociación de Usuarios de Informática Clásica, y cuyo diseño ha corrido a cargo de Juan Delcán.

## Versiones oficiales
El juego fue desarrollado inicialmente de forma freelance y publicado por la Academia Míster Chip en noviembre de 1987, posteriormente Opera Soft adquirió todos los derechos del videojuego a inicios de 1989. 
Fue desarrollado para diversas plataformas de la época: MSX, Spectrum, Amstrad CPC y PC.
Para Amstrad se realizaron dos versiones diferentes, una en disquete para el CPC 6128, que es de hecho la primera versión de todas las plataformas, a partir de la cual se realizaron las distintas versiones, y otra para el CPC 664 (en disquete) y el CPC 464 (en casete), similar a la versión 6128, pero con una gran parte del mapa eliminado (sobre todo pasillos sin influencia en la trama) y menos detalles gráficos (sin cruces en los ventanales de la abadía), para adaptar el juego del CPC 6128, con 128 kB de memoria RAM, a los modelos inferiores con 64 kB.
En la versión de CPC, el videojuego lleva incorporado internamente un depurador que debió utilizar el autor para poder probar el juego en el momento de su desarrollo y que no fue eliminado en la versión comercial aunque no se puede acceder a él directamente.
La versión de Spectrum solo fue programada para el Spectrum 128, siendo considerado uno de los diez mejores juegos para dicha plataforma por la revista británica Retro Gamer.
El juego incluía la música del álbum Anna Magdalena y la Sonata para flauta BWV 1033 de Bach así como Crystal Palace de Gwendal. La versión de PC también incluía una pequeña versión del Ave María de Schubert que sonaba durante las misas.
Existía un huevo de Pascua en la versión de PC consistente en un ingenioso sistema antipiratería. Si se hacía una mala copia del juego, en vez de cantar el Ave María en misa, sonaba una voz que decía «¡pirata! ¡pirata! ¡pirata!», lo que causaba que poco después la computadora se reiniciara sola.

## Desarrollo del juego
La abadía del crimen es una videoaventura, donde un fraile franciscano, Guillermo de Occam (Guillermo de Baskerville en el libro) y el joven novicio Adso tienen que descubrir al autor de una serie de asesinatos que suceden en una abadía situada en la península itálica durante el siglo XIV.
Famoso por su complejidad y dificultad, el juego se desarrolla en siete días en los que es necesario realizar las labores de un monje de aquella época, mientras en los ratos libres se debe realizar la investigación por la laberíntica abadía. Guillermo debe cumplir en todo momento las órdenes del abad, particularmente asistir a misa y al comedor cuando suena la campana, así como seguirle cuando se lo pida. Otra de las órdenes más tajantes es no salir de su celda por la noche, sin embargo esto es necesario para avanzar en la investigación y Guillermo tendrá que burlar la vigilancia del abad y evitar ser descubierto.
Las desobediencias leves harán bajar una barra llamada obsequium («obediencia», «disciplina» o «lealtad», en latín). Gastar esta barra o realizar una desobediencia grave (faltar a misa o la comida, o ser pillado de noche por el abad) supondrán la expulsión de la abadía, y con ello el final de la partida.

### Pergamino inicial
Antes de comenzar el juego se muestra un pergamino acompañado de una melodía donde se va escribiendo el siguiente texto introductorio (el cual es una versión modificada del texto original de la novela El nombre de la rosa):

Ya al final de mi vida de pecador, mientras espero el momento de perderme en el abismo sin fondo de la divinidad desierta y silenciosa; en esta celda de mi querido monasterio de Melk, donde aún me retiene mi cuerpo pesado y enfermo, me dispongo a dejar constancia en este pergamino de los hechos asombrosos y terribles que me fue dado presenciar en mi juventud... El Señor me concede la gracia de dar fiel testimonio de los acontecimientos que se produjeron  en la abadía cuyo nombre incluso conviene ahora cubrir con un piadoso manto de silencio; hacia finales de 1327, cuando mi padre decidió que acompañara a fray Guillermo de Occam, sabio franciscano que estaba a punto de iniciar una misión en el desempeño de la cual tocaría muchas ciudades famosas y abadías antiquísimas. Así fue como me convertí al mismo tiempo en su amanuense y discípulo; y no tuve que arrepentirme, porque con él fui testigo de acontecimientos dignos de ser registrados, para memoria de los que vengan después... Así, mientras con los días iba conociendo mejor a mi maestro, llegamos a las faldas del monte donde se levantaba la abadía. Y ya es hora de que, como nosotros entonces, a ella se acerque mi relato, y ojalá mi mano no tiemble cuando me dispongo a narrar lo que sucedió después...

### Trama
Independientemente de la plataforma en que se centre el estudio, tanto las versiones de 8 bits como la de 16 bits para PC, así como las versiones posteriores, son fieles a la misma trama compleja, simplemente se portó el código de un ordenador a otro. Los días en el juego están divididos cada uno en varias partes según las horas canónicas, resumiendo la organización real para un monje del claustro (ver organización real Archivado el 5 de noviembre de 2011 en Wayback Machine.): noche, prima, tercia, sexta, nona, vísperas y completas.

### Pergamino final
Una vez resuelta la trama se muestra un pergamino como el inicial con el siguiente contenido:

Desfigurado por la angustia, por el acoso del veneno que ya serpenteaba abundante por sus venas, el otrora venerable rostro del anciano se veía repulsivo y grotesco. Habríamos podido atraparlo con calma, pero nos precipitamos con vehemencia sobre él. Logró zafarse y apretó el libro contra su pecho para defenderlo. Yo lo tenía cogido con la mano izquierda, mientras con la derecha trataba de mantener en alto la lámpara. Pero rocé su rostro con la llama y emitió un sonido ahogado, casi un rugido, dejando caer trozos de folio por la boca. Su mano derecha soltó el libro, buscó la lámpara y, de un golpe, me la arrancó lanzándola hacia adelante... Se derramó el aceite y en seguida el fuego prendió en el pergamino que ardió como un haz de hornija reseca. Todo sucedió en pocos instantes; una llamarada se elevó desde los libros, como si aquellas páginas milenarias llevaran siglos esperando quemarse y gozaran al satisfacer de pronto una sed inmemorial de ecpirosis. La abadía ardió durante tres días y tres noches y de nada valieron los últimos esfuerzos. Al tercer día, curados los heridos, enterrados los cadáveres que habían quedado fuera de los edificios, los monjes y el resto de los pobladores de la abadía recogieron sus pertenencias y abandonaron la meseta, que aún humeaba, como un lugar maldito. Guillermo y yo nos alejamos de aquel paraje en dos cabalgaduras que encontramos por el bosque. Cuando llegamos a Múnich tuve que separarme, no sin derramar abundantes lágrimas, de mi buen maestro. Después de darme muchos buenos consejos para mis futuros estudios, me estrechó entre sus brazos, con la ternura de un padre, y me dijo adiós. Jamás volví a verlo. Ahora, ya en el umbral de la muerte, cuanto más releo la historia que de ello ha resultado, menos sé si ésta contiene o no una trama distinguible de la mera sucesión natural de los acontecimientos y de los momentos que los relacionan entre sí. Y es duro para este viejo monje no saber si la letra que ha escrito contiene o no algún sentido oculto, ni si contiene más de uno, o muchos, o ninguno. Pero quizás esta incapacidad sea producto de la sombra que la gran tiniebla que se aproxima proyecta sobre este mundo ya viejo. Hace frío en el scriptorium, me duele el pulgar. Dejo este texto, no se para quién, este texto, que ya no sé de qué habla.

## Elementos del juego

#### La Planta Principal

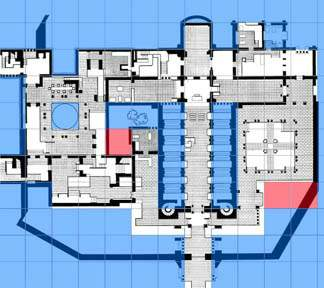
Habitaciones ocultas marcadas en rojo.

La planta principal está formada por una matriz de 16x10 pantallas. Cada casilla contiene el número de la pantalla que le corresponde, y que se mostrará al entrar en ella. En el mapa se puede ver en blanco las casillas que hacen referencia a pantallas definidas (que existen), en azul las que no hacen referencia a ninguna, y en rojo las que apuntan a pantallas en las que no podemos entrar.
En el caso de las dos del pórtico, apuntan a pantallas que no existen, no están definidas. Parece que en un principio el pórtico iba a ser más grande, pero que, por falta de memoria, se decidió reducirlo un poco.
La casilla que está a la derecha de la celda del herbolario apunta a la pantalla de la celda de Guillermo (arriba a la derecha). Esto significa que iba a haber una pantalla en ese lugar, es posible originalmente ahí iba a estar la celda de Guillermo, o simplemente otra pantalla cualquiera.
Hay dudas más que razonables, para sospechar que el mapa era distinto en un principio, y que debido a problemas de espacio se decidió cambiarlo. Además, contiene algunos gráficos que no son usados en ninguna parte y pantallas inaccesibles

### Personajes
Los personajes del videojuego son:
- Abad: el superior de la abadía.
- Adso: el novicio ayudante de Guillermo, controlado por el jugador.
- Berengario: uno de los monjes que trabaja en el scriptorium.
- Bernardo Gui: máximo responsable de la inquisición local.
- Guillermo de Occam: fraile franciscano (erróneamente calificado como monje en el manual de usuario) protagonista del juego, controlado por el jugador.
- Jorge: el monje más anciano de la abadía.
- Malaquías: monje encargado de la biblioteca.
- Severino: el monje herbolario.

### Cámaras

En la imagen un ejemplo de perspectiva isométrica. El programa se diseñó con esta perspectiva para darle un efecto tridimensional.

El videojuego original se programó enteramente en perspectiva isométrica menos la portada y la parte introductoria del pergamino con el texto de Adso.
Los fondos del juego eran dibujados en dos pasadas, lo que hacía que en algunos sitios se vieran pequeños defectos gráficos que desaparecen al aumentar el número de pasadas. Se supone que por temas de memoria (o quizás velocidad) no se pudieron hacer más pasadas.
Por defecto, la cámara sigue siempre a Guillermo, pero, en ocasiones, cuando se queda quieto un rato, sigue a otros monjes.
- Berengario:
  - Va a advertir al abad.
  - Va encapuchado a por el libro y está entrando al scriptorium.
  - Cuando muere.
- Abad:
  - Va al refectorio.
  - Va a dejar el pergamino a su celda.
  - Va a pedirle el pergamino a Guillermo.
  - Va a expulsar a Guillermo de la abadía.
- Malaquías:
  - Va a buscar al abad.
  - En Vísperas va a cerrar las puertas, o va a la cocina.
- Severino:
  - Va en busca de Guillermo.
- Bernardo:
  - Va a darle el manuscrito al abad.

### Cálculo de puntuación final
El porcentaje de resolución del videojuego que se muestra al final se calcula según la fórmula siguiente:
```
Porcentaje final = (día - 1) * 7 + hora + (4 * bonos conseguidos)
```

Donde los bonos conseguidos son:
- Coger la llave del pasadizo.
- Coger la llave del herbolario.
- Coger la llave del abad.
- Coger los guantes.
- Usar el pasadizo por la noche.
- Tener el pergamino el 3.er día por la noche.
- Leer el pergamino.
- Entrar en la habitación del abad.
- Entrar en el laberinto.
- Entrar en el laberinto con la lámpara.
- Encontrar las gafas en el laberinto.
- Encontrar la habitación del espejo.
- Abrir el espejo.
- Entrar en el espejo (habitación donde espera Jorge).

Y la hora: Noche = 0, ..., Completas = 6.
Si la partida termina en la Nona del primer día, el porcentaje es 0%.
Tanto en la iglesia, como en el comedor, hay un sitio que debemos ocupar para que el abad no nos sancione. Hay otros sitios alternativos en los que el abad nos dará el visto bueno, y eso que no están ni siquiera en la pantalla del comedor/iglesia.

## Diferencias con la novela original
- La idea original de Paco Menéndez y Opera Soft era llamar al juego igual que el libro, El nombre de la rosa, pero no recibieron la autorización por parte del autor, de manera que decidieron llamarlo La abadía del crimen, por ser este el título que puso provisionalmente Eco a la novela.
- Por cuestiones de copyright se modificaron algunos elementos del argumento y para ello se deshizo parte del rigor histórico que caracteriza a la novela de Eco. Un ejemplo de ello es el motivo de la visita del protagonista a la ficticia abadía italiana: En la novela, éste acude para participar en -y a organizar- una discusión teológica acerca de la pobreza apostólica que enfrenta a los franciscanos espirituales, apoyados por el emperador del Sacro Imperio Romano Germánico, Ludovico IV de Baviera, contra el papa Juan XXII, el cual está al mismo tiempo enemistado con Ludovico. En el videojuego se cambia al personaje ficticio Guillermo de Baskerville por el histórico Guillermo de Occam (quien sirvió de inspiración para el anterior e inicialmente iba a ser protagonista de la novela en su lugar)[4] el cual llega a la abadía a entrevistarse con el histórico inquisidor francés Bernardo Gui para reconciliarse con el papa, siendo este último asimismo enfrentado por Guillermo de Occam, por lo que éste se vio forzado a exiliarse al amparo de Ludovico.[14] Hay evidencias históricas de que después de muerto el emperador Ludovico se buscó este entendimiento entre Guillermo de Occam y el papado de Aviñón, aunque el encuentro del juego es una invención.[15]
- El libro culpable de los asesinatos en el juego es la Coena Cypriani de Aristóteles. En la novela, en cambio, se trata del segundo libro de la Poética de Aristóteles. Igualmente, dicho filósofo tampoco es el autor de la Coena Cypriani en la vida real, el cual es desconocido. Cabe destacar también que el mismo volumen donde se encuentra el texto Aristóteles en la novela, contiene textos de otros autores en distintos idiomas, incluyendo una interpretación o transcripción de la Coena Cypriani.
- Guillermo y Adso llevan un tipo de hábito religioso semejante, cosa que parece indicar que pertenecen a la misma orden como es el caso en la adaptación cinematográfica de 1986. Por el contrario, Guillermo es en la novela franciscano y Adso benedictino.

## Conmemoración del 30 aniversario
El 8 de mayo de 2017 Correos emitió un mini pliego de seis sellos, de 0,60 euros cada uno, en conmemoración del 30 aniversario del videojuego.
El 17 de noviembre de 2017 se inauguró en el Museo Histórico de Informática de la Universidad Politécnica de Madrid una exposición titulada «La abadía del Crimen: el Lado Humano del Videojuego», para conmemorar el 30 aniversario del juego. En el acto de inauguración, se incluyó una presentación del sello con un matasellado especial para la ocasión. La exposición, de carácter permanente, está abierta al público.

## Reconstrucciones yremakes
Se han realizado diversas reconstrucciones y remakes de La abadía del crimen:
- Parches sobre versiones originales:
  - Modificación de la versión para PC añadiendo, entre otras mejoras, nuevos gráficos en 256 colores y la ejecución en Microsoft Windows.[18]
  - Modificación de la versión para MSX 2 añadiendo una paleta de 16 colores y la posibilidad de cargar y grabar desde disco.[19]
  - Generación de versión para Amstrad PCW a partir del original para Amstrad CPC.[20]
- Reescrituras:
  - Versión para Game Boy Advance.[21]
  - Versión comercial para teléfonos móviles con tecnología Java Micro Edition.
  - El proyecto «Vigasoco» contiene una reescritura del videojuego en C++ para Microsoft Windows basada en ingeniería inversa sobre el código Z80 del disco de la versión original para Amstrad CPC.[22]
    - Existe una adaptación de Vigasoco para SDL (Simple DirectMedia Layer), que tiene versiones para Linux-x86, Linux-PowerPC , PlayStation 3, PlayStation 2, Microsoft Windows, Mac OS X, Sega Dreamcast, Native Client (permite jugar desde el navegador Chrome) y WebAssembly(permite jugar desde navegadores modernos con soporte a SharedArrayBuffers que permiten multihilo desde webassembly).[23]
      - Las versiones de VigasocoSDL soportan los gráficos con 256 colores de la versión mejorada para PC.
      - Existe soporte experimental al escalado de la resolución del juego con algoritmos [[xbr y hqx]|https://en.wikipedia.org/wiki/Pixel-art_scaling_algorithms]. [24]
      - Una versión reducida de VigasocoSDL eliminando todo el framework genérico para soportar varios juegos y centrándose en "La abadía del crimen", permite la ejecución en Linux, RG350, y Android[25]

    - El código C++ ha sido traducido a Java y adaptado a GWT para traspilar a JS y poder ejecutarse desde navegadores.[26]
    - Reescrituras de Javier Abadía en base a los comentarios del desensamblado del original por Manuel Abadía
      - Versión Swift para dispositivos de Apple (iPhone/iPad).[27]
      - Versión incompleta para Visual Basic.[28]
      - Migración a PC en lenguaje vb.net.[29]

  - Reescritura en Java (applet) en la que es posible jugar desde un navegador.[30]
  - Otra rescritura en JavaScript a partir del desensamblado del código original[31]
  - La abadía del crimen Extensum, versión extendida en Java que permite su ejecución en Linux, Mac OS X y Microsoft Windows e incluye cambios y mejoras significativos (mapa y gráficos ampliados, nuevos personajes, escenas cinemáticas, lógica de personajes y situaciones nuevas, control direccional o clásico y ayudas para disminuir la elevada dificultad del juego original). También han sido añadidos elementos exclusivos de la novela, así como de la adaptación cinematográfica dirigida por Jean-Jacques Annaud.[32]